# Мігель Кабанельяс
Мігель Кабанельяс Феррер (ісп. Miguel Cabanellas Ferrer; 1 січня 1872 — 14 травня 1938) — іспанський військовик і політик, формально голова уряду часів громадянської війни.

## Кар'єра
Закінчив піхотне училище. 1894 року був відряджений на службу на Кубу, що на той час була іспанською колонією. Там брав участь у придушенні заворушень кубинців, які боролись за свою незалежність. Звання майора Кабанельяс отримав уже в Марокко, де також брав участь у бойових діях. Важкі поразки іспанської армії в Північній Африці 1921 року призвели до створення так званих «хунт оборони», в діяльності яких брали участь багато військовослужбовців, серед яких був і Кабанельяс (уже бригадний генерал), і Франсіско Франко, й Еміліо Мола, й інші. У травні 1922 року Кабанельяса перевели на службу до Іспанії. 1924 він отримав звання дивізійного генерала й отримав пост військового губернатора Балеарських островів.
26 липня 1926 року через конфлікт з диктатором Прімо де Ріверою Кабанельяс був переведений у резерв. У той період він брав участь у змовах проти диктатури та заворушеннях 1929 року. Після повалення монархії 1931 року Кабанельяса було відновлено на дійсній службі та призначено на посаду генерал-капітана в Андалусії. Потім він командував іспанськими частинами в Марокко, а 1932 року замінив Хосе Санхурхо на посту генерального директора Цивільної гвардії.
1933 року був обраний до лав кортесів, де очолював комітет оборони. 1936 року повернувся до армії, де обіймав посади генерального інспектора карабінерів, генерального інспектора Цивільної гвардії, а потім командира п'ятої дивізії в Сарагосі. Одночасно Кабанельяс брав участь у підготовці протиурядової змови спільно з правими генералами Франко й Молою.
Після початку військових виступів 17 липня 1936 року Кабанельяс упродовж певного часу виявляв обережність, але вже невдовзі оголосив про підтримку націоналістів, забезпечивши їм контроль над Сарагосою. Він наказав заарештувати близько 360 діячів Народного фронту, включаючи цивільного губернатора й генерала Мігеля Нуньєса де Прадо, щойно призначеного генеральним інспектором авіації. Останній невдовзі був відправлений до Памплони до генерала Моли й там розстріляний.
Первинно націоналісти передбачали, що їх очолить генерал Хосе Санхурхо, але той загинув в авіакатастрофі 20 липня 1936 року. За таких обставин військові лідери, які виступили проти республіки, 23 липня домовились створити орган колективного керівництва — військову хунту, головою якої став Кабанельяс, який отримав ту посаду як старший за віком і службовим стажем дивізійний генерал з тих, хто брав участь у виступах. Однак його вплив був незначним і, в основному, обмежувався символічними функціями. Окрім того, він втратив можливість безпосереднього впливу на ситуацію у військових частинах. У серпні 1936 року Кабанельяс підписав указ про заміну трикольорового червоно-жовто-фіолетового республіканського прапору на традиційний монархічний червоно-жовтий.